# Hugon Hanke
Hugon Hanke (26 de marzo de 1904 - 19 de diciembre de 1964) fue un político de Polonia, primer ministro de Polonia en el exilio (en 1955) y que regresó al país comunista.
Estuvo envuelto en la política durante la Segunda República Polaca antes de la Segunda Guerra Mundial. Era una activo miembro de la Unión de Trabajadores Cristianos (Chrześcijańskie Związki Zawodowe) y del Partido Laborista (Stronnictwo Pracy) en Silesia.
Durante la guerra mundial sirvió como soldado en el ejército polaco de oeste.
Después de que el primer ministro en el exilio Stanisław Mackiewicz huyera del país, Hanke fue nombrado su sucesor por el presidente August Zaleski y ejerció el cargo desde el 8 de agosto al 10 de septiembre de 1955.
Como su predecesor, dejó Londres y huyó a Polonia.
De acuerdo a los archivos históricos, antes de volver al país, fue un agente secreto de la inteligencia comunista durante 3 años.

## Gobierno de Hugon Hanke (8 de agosto - 10 de septiembre de 1955)
- Hugon Hanke - Primer ministro
- Kazimierz Okulicz - Ministro de Justicia
- Zygmunt Rusinek - Ministro de Asuntos Inmigrantes
- Stanisław Sopicki - Ministro del Tesoro, Trabajo y Comercio
- General Michał Karaszewicz-Tokarzewski - Ministro de la Defensa Nacional e inspector general de las Fuerzas Armadas Antoni Pająk - Ministro del Congreso del Trabajo